# Brașov Challenger 1996
Il Brașov Challenger 1996 è stato un torneo di tennis facente parte della categoria ATP Challenger Series nell'ambito dell'ATP Challenger Series 1996. Il torneo si è giocato a Brașov in Romania dal 2 all'8 settembre 1996 su campi in terra.

## Vincitori

### Singolare
Dinu Pescariu ha battuto in finale  Răzvan Sabău con il punteggio di 4–6, 6–2, 6–3

### Doppio
George Cosac /  Dinu Pescariu hanno battuto in finale  Mariano Hood /  Martín Rodríguez con il punteggio di 7–6, 6–1